# 佐藤義和 (実業家)
佐藤 義和（さとう よしかず、1928年3月5日 - 2003年3月25日）は、日本の経営者。日動火災海上保険社長、会長を務めた。新潟県出身。

## 経歴
1952年に東京大学法学部を卒業し、同年に日動火災海上保険に入社。1971年6月に取締役に就任し、1973年6月に常務、1977年7月に専務を経て、1978年7月に副社長に就任し、1982年2月には社長に昇格。1988年6月に会長に就任し、1995年6月に名誉相談役に就任。
1992年11月に藍綬褒章を受章。
2003年3月25日肺炎のために死去。75歳没。